# 瓦尔瓦索内
瓦尔瓦索内（義大利語：Valvasone），是意大利波代诺内省的一个市镇。总面积17平方公里，人口2203人，人口密度129.6人/平方公里（2009年）。ISTAT代码为093048。